# Huixcazdhá
Huixcazdhá también denominada La Manga, es una localidad de México localizada en el municipio de Huichapan en el estado de Hidalgo.

## Toponimia
Huixcazdhá en idioma otomí significa “lugar entre huizaches”. 
El nombre de “La Maga” fue agregado para distinguirlo de la localidad de Hacienda Huixcazdhá.

## Historia
En 1936 llegaron los primeros habitantes, trabajadores y sus familias, que dejaron la hacienda Huixcazdhá en busca de una vida digna y de tierras propias para trabajar. En 1938 Huixcazdhá se consolidó como un ejido, en ese mismo año, el 22 de junio, se formaría el Primer Comité Ejidal. En 1986, un 67 % de la población infantil se encontraba en estado de desnutrición, situación que no se erradicó hasta 2007; con el consumo de suplementos alimenticios hechos a base de amaranto.

## Geografía
Se encuentra en la región geográfica del Valle del Mezquital. A la localidad le corresponden las coordenadas geográficas 20° 20’ 42.109” de latitud norte y 99° 47’ 20.711” de longitud oeste, y tiene una altitud de 2288 m s. n. m. La localidad está situada a 14.9 kilómetros al oeste de Huichapan, la cabecera municipal.
En cuanto a fisiografía se encuentra en la provincia del Eje Neovolcánico, dentro de la subprovincia de Llanuras y Sierras de Querétaro e Hidalgo; su terreno es de lomerío. En lo que respecta a la hidrografía se encuentra posicionado en la región del Pánuco, dentro de la cuenca del río Moctezuma, y en la subcuenca del río Tecozautla. Cuenta con un clima semiseco templado.

## Demografía
En 2020 registró una población de 443 personas, lo que corresponde al 0.93 % de la población municipal. De los cuales 219 son hombres y 224 son mujeres.
| Gráfica de evolución demográfica de Huixcazdhá entre 1960 y 2020                             |
|                                                                                              |
| Población de los censos y conteos del Instituto Nacional de Estadística y Geografía (INEGI). |

## Cultura
La cruz que yace afuera de la iglesia fue traída de una hacienda y data del siglo XVI. Aún se conservan varias tradiciones como la procesión de San Isidro labrador, las posadas navideñas, las peregrinaciones, la celebración del Día de Muertos

## Economía
En la localidad se encuentra una planta agropecuaria, que opera desde 1992; y procesa entre 300 y 500 toneladas de amaranto al año. Produce mazapanes, granolas y polvos para hot cakes con base en amaranto; y ha surtido de suplementos alimenticios a diferentes oficinas estatales del sistema DIF.